# Arganil (freguesia)
Arganil es una freguesia portuguesa del concelho de Arganil, con 34,38 km² de superficie y 3.981 habitantes (2001). Su densidad de población es de 115,8 hab/km².